# 라 푸앵트 쿠르트로의 여행
《라 푸앵트 쿠르트로의 여행》(프랑스어: La Pointe Courte)은 1955년 제작된 프랑스의 드라마 영화이다. 아녜스 바르다의 감독 데뷔작이며, 그가 각본 역시 맡았다.

## 출연
- 실비아 몽포르
- 필리프 누아레